# Taibaishanus elegans
Taibaishanus elegans là một loài nhện trong họ Linyphiidae.
Loài này thuộc chi Taibaishanus. Taibaishanus elegans được Andrei V. Tanasevitch miêu tả năm 2006.